# Harry Roeck-Hansen

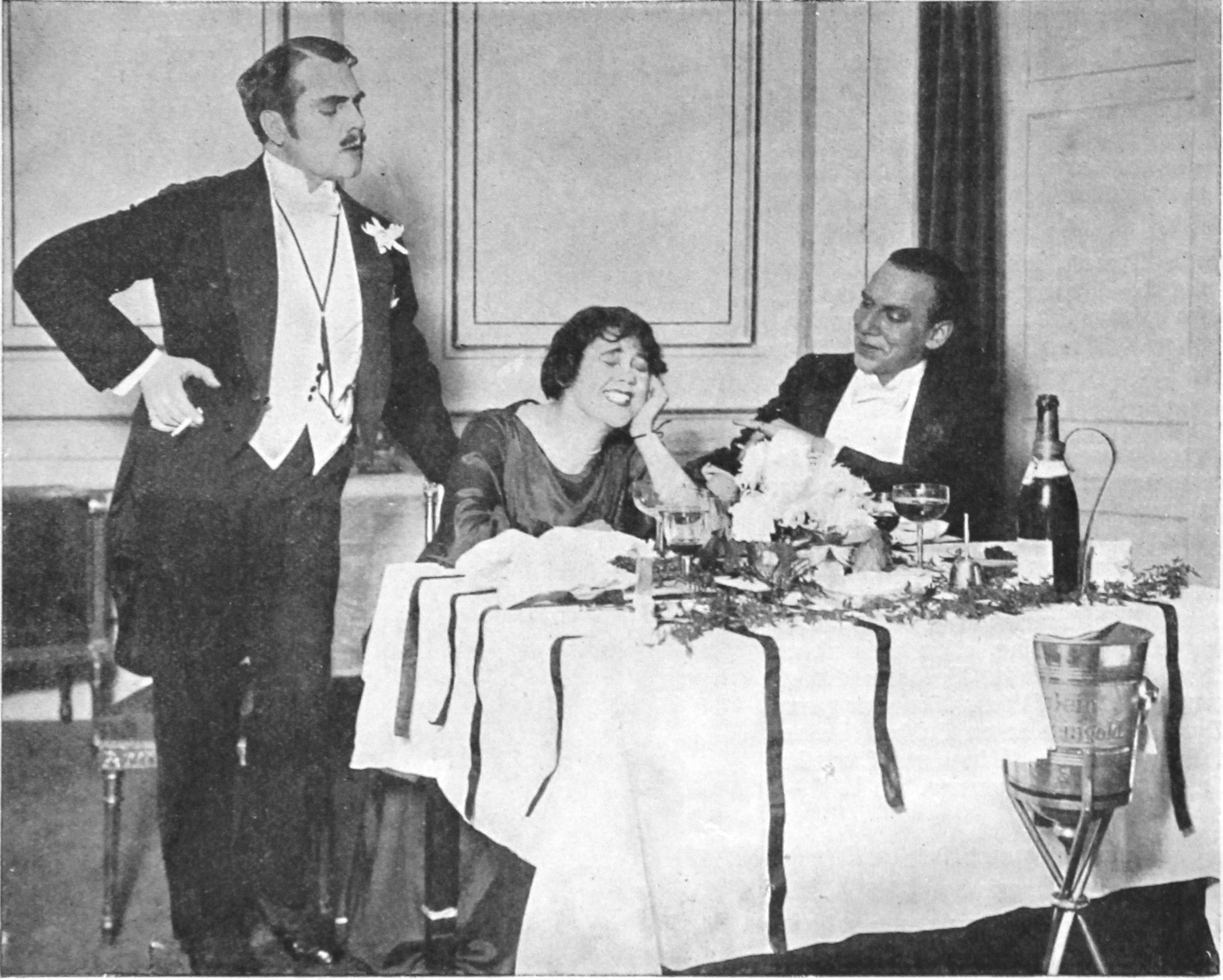
Harry Roeck-Hansen (rechts)

Harry Roeck-Hansen (geboren als Harry Hansen, Stockholm, 13 juni 1891 - aldaar, 8 augustus 1959) was een Zweeds acteur en theaterdirecteur.

## Biografie
Roeck-Hansen studeerde, in de periode 1911 - 1914, aan de Dramatens elevskola in Stockholm en begon na zijn studie als toneelspeler in Göteborg. Hij was directeur van het Svenska Teatern in Helsinki van 1925 tot 1927, en van het Blancheteatern in Stockholm van 1928 tot 1955. 
In 1917 acteerde hij voor het eerst in een film, in Ett konstnärsöde van Georg af Klerckers. Hij speelde in totaal in ruim 15 filmproducties. Hij was van 1919 tot 1946 getrouwd met de actrice Ester Andersson en in een tweede huwelijk met de actrice Ruth Stevens.

## Filmografie (niet volledig)
- 1945 - Skådetennis
- 1941 - I paradis...
- 1940 - Familjen Björck
- 1936 - Bröllopsresan
- 1935 - Äktenskapsleken
- 1934 - Äventyr på hotell
- 1933 - Vad veta väl männen?
- 1931 - Hotell Paradisets hemlighet
- 1925 - Karl XII del II
- 1925 - Karl XII
- 1924 - Grevarna på Svansta
- 1923 - Andersson, Pettersson och Lundström
- 1922 - Thomas Graals myndling
- 1918 - Spöket på Junkershus
- 1917 - Ett konstnärsöde

## Regie
- 1926 - Murtovarkaus